# Klemens von Metternich
Klemens Lothar Wenzel Fürst von Metternich-Winneburg (ur. 15 maja 1773 w Koblencji, Niemcy, zm. 11 czerwca 1859 w Wiedniu) – austriacki książę, polityk i dyplomata, wieloletni minister spraw zagranicznych (1809–1848) i kanclerz Austrii (1821–1848). Zwolennik konserwatyzmu.

## Życiorys
W 1788 jako 15-latek rozpoczął studia w Strasburgu. Od 1790 do 1794 studiował w Moguncji. W latach 1790–1794 podczas studiów asystował ojcu na placówce w Brukseli. Brał udział w charakterze mistrza ceremonii w koronacjach cesarzy Leopolda II (1790) i Franciszka II (1792). W roku 1794 rodzina Metternichów przeprowadziła się z Anglii do Wiednia.
W 1795 ożenił się z hrabiną Marią Eleonorą von Kaunitz-Rietberg, córką dyplomaty księcia Ernsta Christopha von Kaunitza-Rietberga, mecenasa Mozarta, i wnuczką niedawnego kanclerza austriackiego księcia Wenzela Antona von Kaunitza-Rietberga, przez co uzyskał odpowiednie koneksje na dworze. Jego kariera dyplomaty rozpoczęła się w 1797, kiedy został członkiem westfalskiego kolegium hrabiowskiego. W roku 1801 odbył pierwszą misję dyplomatyczną w Dreźnie zakończoną niepowodzeniem. Dwa lata później prowadził misję dyplomatyczną w Berlinie, gdzie poznał francuskich dyplomatów. W roku 1806 został mianowany ambasadorem Austrii we Francji.
W 1808 został odwołany z Paryża i 8 października 1809 roku objął dozór nad Ministerstwem Zewnętrznym (Zagranicznym). W roku 1812 poparł kampanię Napoleona w Rosji (wysłanie 30 tysięcy żołnierzy przez Austrię). Rok później otrzymał tytuł dziedzicznego austriackiego księcia.
Był jedną z głównych postaci na kongresie wiedeńskim (18 września 1814 – 9 czerwca 1815) i wielkim propagatorem restauracji. W roku 1818 wziął udział w kongresie w Akwizgranie w ramach Świętego Przymierza.
Przyczynił się do powstania Świętego Przymierza. Skutecznie dążył do utrzymania stanu rozdrobnienia Niemiec i Włoch, dzięki czemu Austria zdobyła silną pozycję w tych krajach. Zaaranżował małżeństwo portugalskiego następcy tronu a późniejszego cesarza Brazylii – Pedra I i Marii Leopoldyny Austriackiej, sfinansował także austriacką ekspedycję do Brazylii. W 1816 otrzymał z rąk cesarza Franciszka I zamek Johannisberg (Rheingau), gdzie spędzał dużo czasu. Zwolennik europejskiej równowagi sił (zwanej także "systemem Metternicha"), dążył do osłabienia Francji i Rosji, podważał pozycję Prus i udaremnił plan stworzenia zjednoczonej konstytucyjnej Rzeszy Niemieckiej.
25 maja 1821 otrzymał tytuł Kanclerza Domu, Dworu i Cesarstwa. W roku 1835 po śmierci Franciszka I (Franciszek zrzekł się korony cesarskiej Świętego Cesarstwa Rzymskiego pod wpływem Napoleona I i panował jako cesarz austriacki pod tym właśnie numerem) na tron wstąpił Ferdynand I i wpływy Metternicha wyraźnie zmalały, zwłaszcza w polityce wewnętrznej. Okres od 1821 do 1848 nazywany jest „epoką Metternicha”. Metternich był rzecznikiem legitymizmu i bezwzględnej walki z ruchami rewolucyjnymi i niepodległościowymi w całej Europie. Z Austrii uczynił kraj rządów policyjnych, cenzury i reglamentacji wszystkich dziedzin życia.
13 marca 1848 w czasie Wiosny Ludów został zmuszony do rezygnacji z urzędu i ucieczki do Londynu. Tam odwiedził go Disraeli.
W roku 1851 powrócił do Wiednia. Od 1852, po śmierci protegowanego przez siebie ministra, księcia Felixa zu Schwarzenberga ponownie nieoficjalnie doradzał cesarzowi i kolejnym ministrom spraw zagranicznych. 
Jego siedzibą, także miejscem pochówku, był zakupiony w 1826 roku pocysterski klasztor (znany jako osiągnięcie sztuki baroku) w Plasach niedaleko Pilzna w Czechach.

## Poglądy polityczne
Metternich nie był myślicielem czy pisarzem politycznym, lecz praktykiem politycznym. Jego silnie poglądy polityczne były bardzo wpływowe i ukształtowały życie polityczne pierwszej połowy XIX w. Były to poglądy konserwatywne, w których najważniejszymi tematami były antyrewolucjonizm, legitymizm, legalizm i restauracja dawnego porządku politycznego.
Metternich dorastał pod wpływem idei oświecenia. Uznawał prymat rozumu oraz ideę, że świat podlega ogólnym zasadom i maksymom moralnym. Rewolucja francuska była jednak dla niego szokiem. Uznawał, że była ona wielkim nieszczęściem: zburzyła ona porządek społeczny i wytrąciła świat z równowagi. Celem całego życia Metternicha było odbudowanie (restauracja) tego porządku. Jego ideałem będzie Europa rządzona przez dziedziczne monarchie, w której naczelną klasą społeczną jest arystokracja. Rządy te mają się opierać na legalności władzy monarszej oraz własności oraz wierności tradycji. Rządy te są gwarancją stabilności, pokoju i poszanowania prawa. Ludność miała mieć zagwarantowaną autonomię osobistą, natomiast pozostawać bierna politycznie. Porządek międzynarodowy opierać się miał na zasadzie równowagi sił.
Metternich krytykował dewizę rewolucyjnej Francji: wolność, równość i braterstwo, uznając, że zawarte w niej zasady zostały wykrzywione. Wolność jest niemożliwa bez porządku i pokoju społecznego. Równość ludzi jest sensowna jedynie w obliczu Boga i jego przykazań. Nierówność między ludźmi od Boga pochodzi, ma charakter naturalny i człowiek nie powinien się przeciw niej buntować. Również rewolucyjne braterstwo było ideą zbyt radykalną i przez to niebezpieczną.  

## Odznaczenia
- Order Złotego Runa (Austria)[1]
- Krzyż Wielki Orderu Marii Teresy (Austria)[1]
- Krzyż Wielki z Brylantami Orderu Świętego Stefana (Węgry)[9]
- Wielki Złoty Krzyż Honorowy Cywilny (Austria)[10]
- Order Świętego Andrzeja Apostoła Pierwszego Powołania (Rosja)[1][9]
- Order Świętego Aleksandra Newskiego (Rosja)[1][9]
- Krzyż Wielki Orderu Świętej Anny (Rosja)[1][9]
- Order Ducha Świętego (Francja)[9]
- Order Słonia (1814, Dania)[1][9]
- Order Annuncjaty (Sabaudia)[1][9] w 1815 przez Wiktora Emanuela I króla Sardynii[11]
- Order Orła Czarnego (Prusy)[1][9]
- Krzyż Wielki Orderu Orła Czerwonego (Prusy)[1][9]
- Order Królewski Serafinów (Szwecja)[1]
- Krzyż Wielki Orderu Świętego Józefa (Toskania)[1][9]
- Order Świętego Huberta (Bawaria)[1][9]
- Order Orła Złotego (Wirtembergia)[1]
- Krzyż Wielki z Brylantami Orderu Wierności (Badenia)[1][9]
- Order Świętego Jana Jerozolimskiego (Anglia)[1][9]
- Order Pour le Mérite cywilny (Prusy)[12]
- Krzyż Wielki Orderu Karola III (Hiszpania)[9][13]
- Order Świętego Januarego (Sycylia)[9][13]
- Krzyż Wielki Orderu Świętego Ferdynanda (Sycylia)[13]
- Krzyż Wielki Orderu Korony (Wirtembergia)[9]
- Krzyż Wielki Orderu Legii Honorowej (Francja)[1][9]
- Krzyż Wielki Orderu Krzyża Południa (Brazylia)[9]
- Krzyż Wielki Orderu Chrystusa (Portugalia)[13]
- Krzyż Wielki Orderu Zbawiciela (Grecja)[9]
- Krzyż Wielki Orderu Ernestyńskiego (Saksonia)[9]
- Order Korony Rucianej (Saksonia)[9][13]
- Krzyż Wielki Orderu Lwa Niderlandzkiego (Holandia)[9][13]
- Krzyż Wielki Orderu Gwelfów (Hanower)[9][13]
- Krzyż Wielki Orderu Lwa Złotego (Hesja)[9][13]
- Krzyż Wielki Orderu Ludwika (Hesja)[9]
- Krzyż Wielki Orderu Świętego Jerzego (Parma)[13]
- Krzyż Wielki Orderu Sokoła Białego (Weimar)[9]
- Krzyż Wielki Orderu Albrechta Niedźwiedzia (Saksonia-Anhalt)[9]